# Digisena
Digisena (em grego: Διγισηνή, Digisēnḗ) ou Digesines (Κλίμα Διγησινης, Klíma Digēsinēs; do locativo armênio *Deguis) ou Deguique (em armênio: Դեգիկ, Degik), segundo a Geografia de Ananias de Siracena (século VII), foi um cantão (gavar) da província (ascar) de Sofena, no Reino da Armênia. Compreendia uma área de 700 quilômetros quadrados e estava situado entre o rio Eufrates e a cidade de Chemescacague (Č'mškacag). Ao contrário dos cantões vizinhos, que formavam seus próprios Estados principescos, pertenceu ao principado de Sofena Menor como um de seus territórios.